# Taphonomie
La taphonomie (du grec τάφος taphos, « tombeau », et νόμος nomos, « loi ») est la discipline de la paléontologie, de la paléoanthropologie et de l'archéozoologie qui étudie la formation des gisements fossilifères et tous les processus qui interviennent après la mort d'un organisme, incluant le transport, l'enfouissement, la fossilisation, l'altération, etc.. Tous les organismes sont concernés, y compris des pollens fossiles, étudiés par la paléopalynologie. Cette discipline repose sur les concept d’actualisme et d'analogie.

## Historique
Le terme « taphonomie » a été proposé en 1940 par le paléontologue soviétique Ivan Efremov pour désigner l'étude du passage des restes ou produits des organismes vivants de la biosphère à la lithosphère.
Cette définition a été précisée par Behrensmeyer et Kidwell en 1985, et par Koch en 1989 : « [La taphonomie est] un processus ou une chaine d'évènements qui commence juste avant la mort d'un organisme, et se déroule à travers la décomposition, la désarticulation, l'enfouissement, la fossilisation, l'exposition et la récupération. À chaque étape de ce processus, divers agents taphonomiques interviennent pour obscurcir, biaiser, et ajouter de l'information qui apparait dans le vestige final ».

## Exemple
Les études taphonomiques permettent par exemple de savoir si les très nombreux ossements d'oiseaux de petite taille trouvés dans les cavernes occupées par l'Homme (ou potentiellement occupées par des hommes préhistoriques) ont été tués et mangés par des humains. De nombreux restes d'oiseaux ont été trouvés en France dans des niveaux archéo-paléontologiques plus anciens que ceux où l'on pensait trouver des restes de gibier, parfois avec des traces pouvant être attribuées à des outils. Des analyses de résidus faites sur des outils lithiques trouvés dans les grottes de Payre, en Ardèche, en France (datées d'environ 250 000 à 100 000 ans avant le présent) suggéraient une activité humaine sur des oiseaux, mais aucune analyse directe n'avait été faite sur les fossiles aviaires trouvés sur place, ni sur les ossements aviaires trouvés dans un site voisin (l'abri des Pêcheurs). Ces ossements d'oiseaux, appartenant à des espèces très variées, ont finalement été étudiés avec des méthodes taphonomiques : les résultats conduisent à penser que ces ossements d'oiseaux accumulés ont plutôt été apportés là par des rapaces nocturnes et par de petits mammifères carnivores. Cette étude taphonomique menée dans les grottes de Payre, tant à partir des analyses de résidus et d'usures lithiques qu'à partir de l'étude des ossements d'oiseaux, n'a montré aucune intervention humaine.

## Méthodes

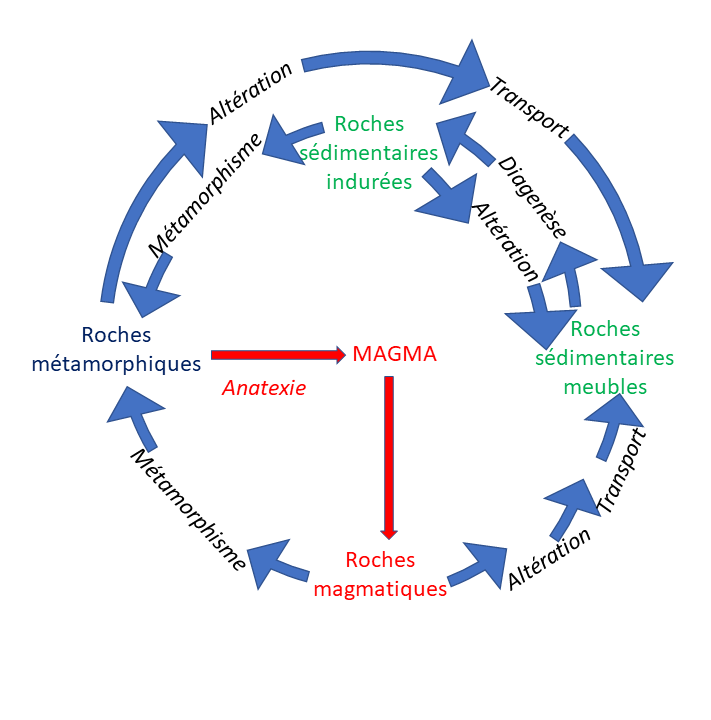
On rencontre les fossiles dans les roches sédimentaires.

La taphonomie s'appuie sur des disciplines telles que l'écologie, la géochimie ou la sédimentologie, et utilise les référentiels taxonomiques actuels (et les référentiels fossiles pour identifier les espèces disparues). Elle est facilitée chez les espèces à squelette dur (interne ou externe ; par exemple, les coquillages) qui échappent plus longtemps à la biodégradation, notamment dans les grottes sèches.
Elle étudie aussi des processus tels que la décomposition et la diagenèse (comprendre le présent est utile pour comprendre le passé, rappelle Gifford). 

## Taphonomie expérimentale
La taphonomie expérimentale consiste en l'étude des modalités de décomposition (biologique et/ou physico-chimique), de transport, d'enfouissement et de diagenèse dans un cadre artificiel contrôlé. Par exemple, l'étude des carcasses de grands mammifères menée depuis 1975 à la surface de la savane du parc national d'Amboseli ou celle de la décomposition de lamproies et d'amphioxus ont permis de se rendre compte des biais qu'elle peut causer quant aux interprétations paléontologiques. Dans ce dernier cas, il paraît possible que certains fossiles de chordés aient été classés au sein de clades plus basaux.